# Nissum Fjord
Nissum Fjord är en lagun på Jyllands västkust mellan Ringkøbing Fjord och Nissum Bredning, den västligaste delen av Limfjorden. Den står genom Thorsminde i förbindelse med havet. I Nissum Fjord mynnar Damhus Å och Storå. Den norra delen av fjorden kallas även Bøvling Fjord. Den sydöstra delen kallas även Felsted Kog.